# Förberedelse till brott
Förberedelse till brott är en svensk juridisk term.
Förberedelse till brott definieras enligt 23 kap 2 § Brottsbalken på så sätt att "
Den som, med uppsåt att utföra eller främja brott
1. lämnar eller mottager penningar eller annat såsom betalning för ett brott eller för att täcka kostnader för utförande av ett brott, eller
2. skaffar, tillverkar, lämnar, tar emot, förvarar, transporterar, sammanställer eller tar annan liknande befattning med något som är särskilt ägnat att användas som hjälpmedel vid ett brott ska i de fall som särskilt anges dömas för förberedelse till brott."[1]

Med uttrycket särskilt anges avses att de brott för vilka man kan dömas för förberedelse måste anges särskilt i det kapitel i brottsbalken där brottet definierats. 
Brotten stöld, rån, grovt rån har särskilt angivts i 8 kap 12 § brottsbalken. Försök till dessa brott är alltså straffbara. Försök till tillgrepp av fortskaffningsmedel, olovlig kraftavledning eller olovlig avledning av värmeenergi är också straffbara som försöksbrott om de inte är att bedöma som ringa brott. 
Manipulerad (falskprogrammerad) mobiltelefon har ansetts utgöra sådant hjälpmedel som avses i 23 kap. 2 § brottsbalken.
En person har på ett varuhus försökt tillgripa en kavaj, värd 598 kr, och därvid i ett provrum med sax försökt ta bort larmanordningen. Tillgreppsförsöket har med hänsyn till tillvägagångssättet bedömts som försök till stöld.  Normalt borde brottet, med hänsyn till att värdet var relativt lågt, ha bedömts som snatteri där försök inte hade varit straffbart.
I ett mål om förberedelse, respektive stämpling till mord har frågan om fara för brottets fullbordan varit endast ringa besvarats nekande. Åtalen har följaktligen bifallits av Svea hovrätt i dom 1998-06-18 i mål nr B 795-98.